# Barranc de l'Infern
|  | Aquest article tracta sobre el barranc valencià. Vegeu-ne altres significats a «Barranc de l'Infern (desambiguació)». |

El barranc de l'Infern és un abrupte i espectacular barranc situat entre les poblacions de la vall d'Ebo i la vall de Laguar, a la Marina Alta. El travessa el riu Girona. És el barranc per a la pràctica del barranquisme més important del País Valencià i té un gran interés geològic i arqueològic, ja que conté nombrosos abrics amb diferents estils de pintures rupestres (art llevantí, art esquemàtic i art macroesquemàtic).

## Història
El 19 de maig de l'any 1968 es va realitzar el primer descens per part del Centre Excursionista d'Alcoi per una cordada formada per Carmen Aracil, Mario García, Antonio Navarro, José Navarro, José Arañó i Roberto Segura, que després de 12 hores ininterrompudes van fer el primer descens.

## Accés
Des de les Juvees del Poble d'Enmig, i seguint el sender PR-CV 147 (també anomenat les Escales dels Moros o la Catedral del Senderisme), passarem per la Font de Reinós i ens deixarà al Barranc de l'Infern, a la llera del riu Girona.

## Descripció
A la part alta del barranc, al terme de la Vall d'Ebo, es troben els Tolls, unes basses naturals on s'acumula l'aigua pluvial i on la gent sol prendre el bany a l'estiu. Destaquen el toll de l'Ase, el toll de la Caldereta i el toll Fondo.
El barranc és molt apreciat per senderistes i aficionats al barranquisme, tant per les vistes que oferix com per les dificultats proposades (cal destacar-ne la Penya de Colau). Al tram esportiu destaca el color blanc del cudols i parets blancs de pedra calcària polides, presentant infinitat de xicotets ràpels i marmites trampa de forma consecutiva.
La riquesa del paisatge de la zona es completa amb els avencs, quatre cavitats de gran interés espeleològic. Un dels avencs arriba a assolir 130 metres de profunditat. L'any 1919, Josep Vicent Mengual, conegut com el tio Rull, va descobrir una cova de singular bellesa per la forma de les seues estalactites i estalagmites. La cavitat es va batejar com a Cova del Tio Rull, en honor del seu descobridor. Va passar a propietat de l'ajuntament el 1994 i fou condicionada i oberta al públic el setembre del 1995. Altres coves importants de la zona són la cova Fosca i la cova de Reinós.
Com deia Cavanilles: Seria llarg descriure el seu curs...

## Galeria d'imatges

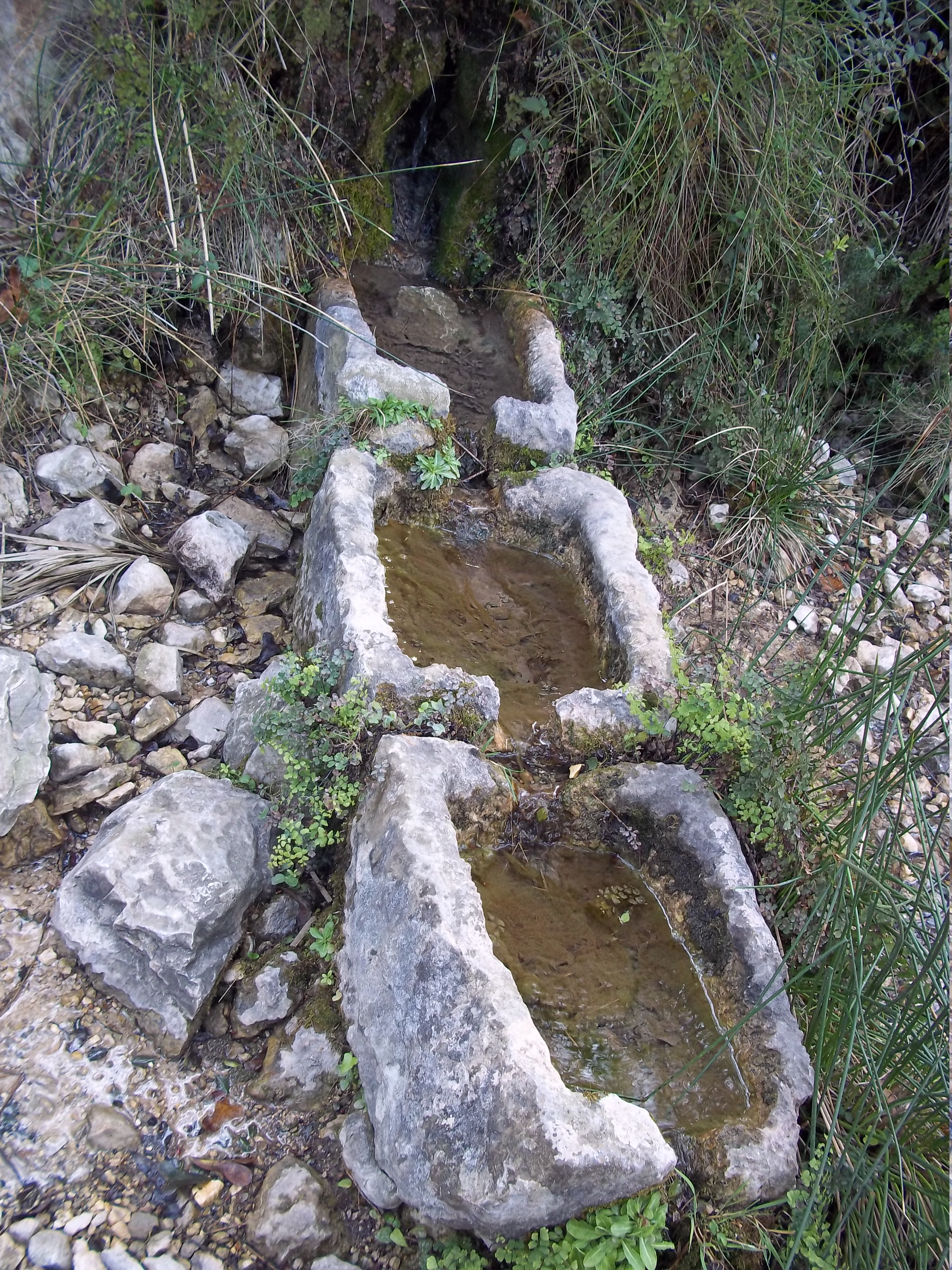
Font de Reinós
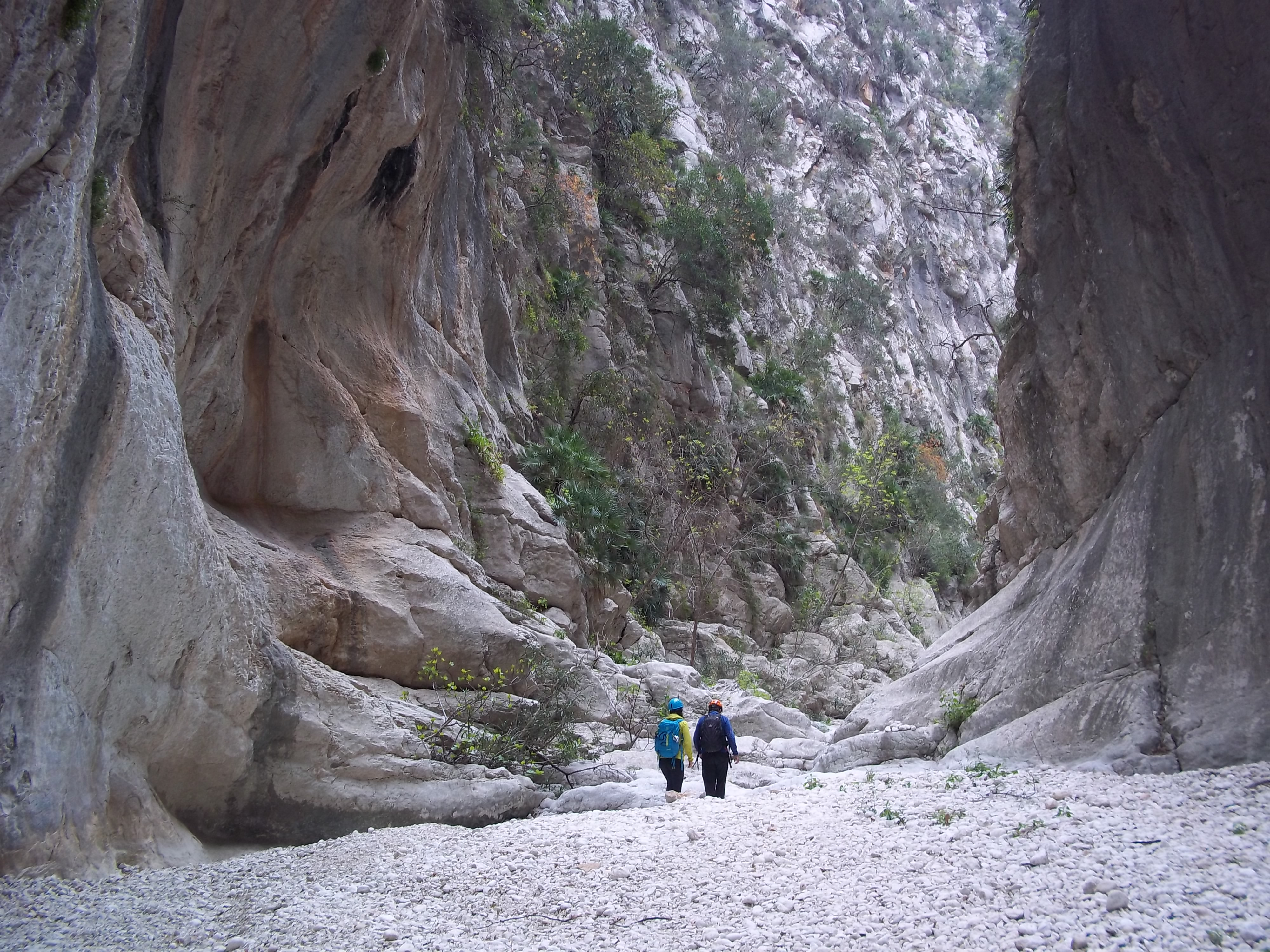
Acabant els estrets del barranc de l'Infern